# 小佐波御前山
小佐波御前山（おざなみごぜんやま）は、富山県富山市にある山。標高は754m。山頂の展望が大変優れており、山頂から神通峡や富山平野、富山湾越しの能登半島や立山連峰などを見ることが出来る。平野部からほど近いので登山者は多い。本山は岩稲累層の海底火山の溶岩からできた山である。富山の百山の一つ。

## 概要
台形のゆったりとした山容をしており、富山平野からも見ることができる。
猿倉あたりは、カタクリやツメレンゲなどの花が多く自生する。
富山平野から近い位置にある山であり、多くの登山客で賑わう。

## 地形
岩稲累層の海底火山の噴火による溶岩によって形成された。凝灰角礫岩の地質をしている。
溶岩に関連して、獅子ヶ鼻といった奇岩が点在する。

## 山名の由来
複数の説があり、ざざ波に由来するという他、この山に立山神がおり、立山と比べて幼い子供のような山だったからという説がある。

## 生態
山の中腹の猿倉のあたりで、カタクリやマンサク、ヤマボウシなどの花木の他、ツメレンゲ、メノマンネングサ、キカクラマツド、ミヤマカタバミなど多様な植生が見られる。
芦生方面では、ムシカリ林が見られる。

## 登山
笹津、芦生、小佐波の3つの登山口がある。